# Нанков, Анатоли
Анатоли Нанков (болг. Анатоли Нанков; род. 15 июля 1969, Ореш, Великотырновская область) — болгарский футболист и футбольный тренер.

## Клубная карьера
Анатоли Нанков провёл почти всю свою карьеру футболиста, выступая за болгарские клубы: «Дунав Русе», софийские «Славию», «Локомотив» и «ЦСКА София», а также за «Спартак» из Варны и «Минёр» из Бобров-Дола. Кроме того, будучи в аренде, он провёл ряд матчей за китайский «Чэнду Блейдс» в 2002 году, а потом отправился в Польшу, где отыграл несколько поединков за местный «Катовице».
23 июля 1997 года Нанков принял активное участие в одном из самых драматичных матчей в истории софийского ЦСКА, в гостевом матче первого квалификационного раунда Лиги чемпионов УЕФА 1997/1998 против румынского «Стяуа». Во втором тайме Нанков сделал дубль и его команда повела со счётом 3:1, но в оставшееся время румыны сравняли счёт, а сам полузащитник был удалён на 81-й минуте. Это помешало ему сыграть в ответном поединке, который болгары проиграли и вылетели из турнира.

## Карьера в сборной
11 ноября 1992 года Анатоли Нанков дебютировал за сборную Болгарии в товарищеском матче против Португалии, выйдя на замену после перерыва в игре.
Полузащитник был включён в состав сборной Болгарии на чемпионат мира по футболу 1998 года во Франции, где сыграл в двух матчах группового этапа с Парагваем и Испанией. В игре с парагвайцами он был удалён на 87-й минуте за вторую жёлтую карточку.

## Достижения

### В качестве игрока
ЦСКА София
- Чемпион Болгарии (2): 1991/92, 1996/97
- Обладатель Кубка Болгарии (3): 1992/93, 1996/97, 1998/99